# Anaphragma mirabile
Anaphragma mirabile är en mossdjursart. Anaphragma mirabile ingår i släktet Anaphragma och familjen Amplexoporidae. Utöver nominatformen finns också underarten A. m. cognata.